# جيسون كاسك
جيسون كاسك (بالإنجليزية: Jason Cask)‏ مواليد 7 فبراير 1971 في سيدني، هو لاعب كرة مضرب أسترالي سابق بدأ مسيرته كمحترف سنة 1989 وكان يلعب باليد اليمنى. أعلى تصنيف له في الفردي كان المركز الـ 314 في سنة 1991.